# ساداتسوگو ماتسودا

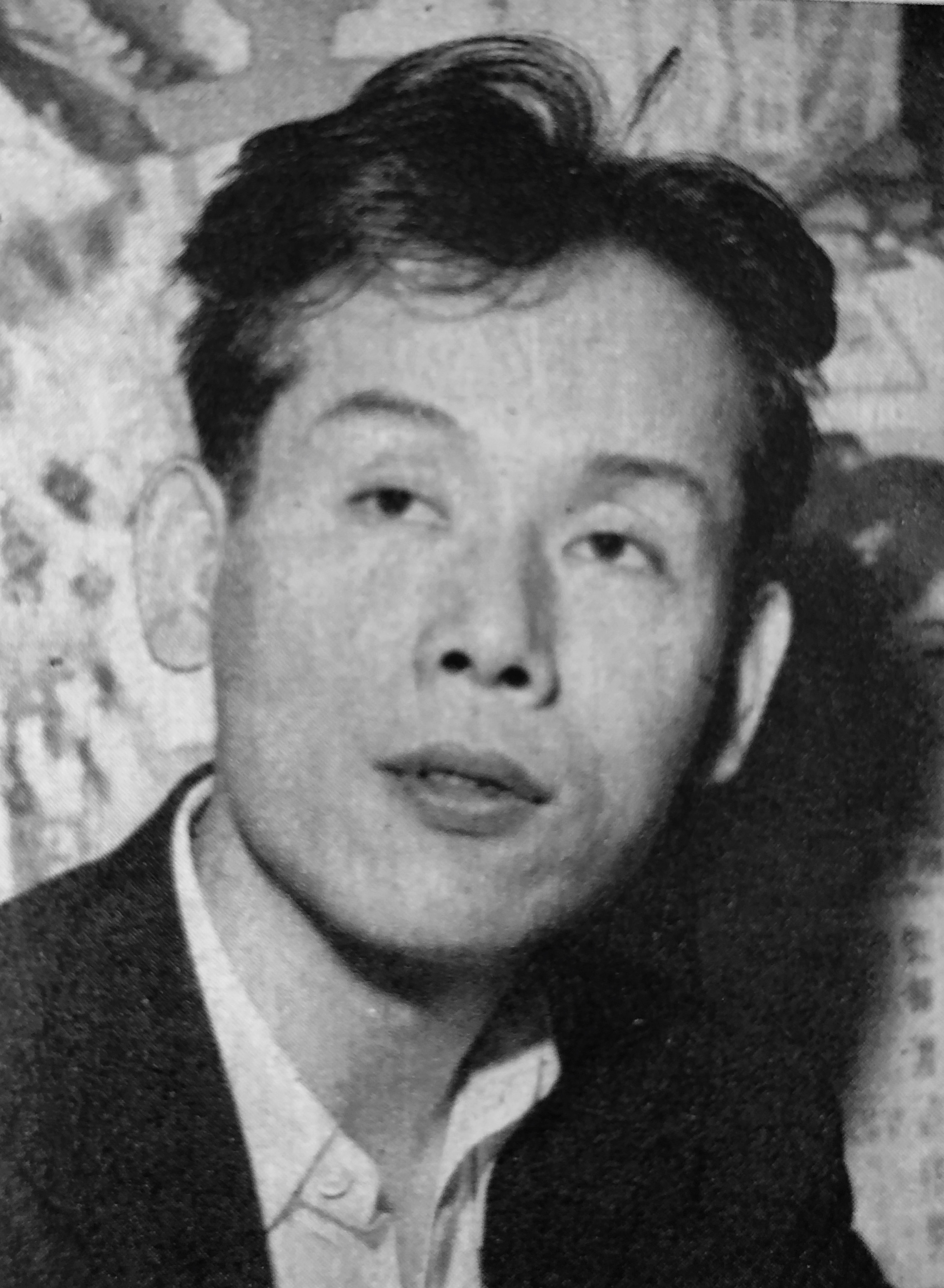
ساداتسوگو ماتسودا در ۱۹۵۴

ساداتسوگو ماتسودا (به ژاپنی: 松田 定次 Matsuda Sadatsugu)، ساداجی ماتسودا (۲ ۱۹۰۶ نوامبر– ۲۰ ژانویه ۲۰۰۳، توکیو، ژاپن) یک کارگردان فیلم ژاپنی بود. وی فیلم‌هایی را از دهه ۱۹۲۰ تا دهه ۱۹۶۰ کارگردانی کرد. از فیلم‌های او می‌توان به آکو روشی (۱۹۶۰) اشاره کرد.